# Abdul Wahid Mohamed Ahmed al-Nour
Abdul Wahid Mohamed Ahmed al-Nour, född 1968, grundade 2003 Sudans befrielserörelse.
Denna rörelse splittrades sedan i flera olika grupper, varav Abdul Wahid kom att leda sin egen grupp SLM-Wahid. Han fick 2006 sparken av ett av sina befäl Ahmed Abdulshafi Bassey.